# Difa
Difa (arab. ديفة) – wieś w Syrii, w muhafazie Latakia. W 2004 roku liczyła 403 mieszkańców.